# Capital Europea de la Juventud

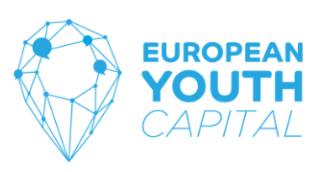
Capital Europea de la Juventud.

La Capital Europea de la Juventud (en inglés: European Youth Capital, abreviada EYC) es el galardón anual que otorga el Foro Europeo de la Juventud a una ciudad europea que lleve a cabo políticas de participación juvenil y fortalezca la identidad europea a través de proyectos centrados en la vida cultural, social, política y económica de la juventud.
Esta iniciativa comenzó en 2009, cuando el Foro Europeo de la Juventud nombró a Róterdam como la primera Capital Europea de la Juventud. Desde 2014, el Congreso de Autoridades Locales y Regionales del Consejo de Europa es socio patrocinador oficial del título de Capital Europea de la Juventud. La ciudad polaca de Lublin es la Capital Europea de la Juventud 2023.

## Capitales Europeas de la Juventud
Desde 2009, las siguientes ciudades han sido Capitales Europeas de la Juventud:
| Año  | Ciudad      | País         | Notas |
| ---- | ----------- | ------------ | --- |
| 2009 | Róterdam    | Países Bajos | |
| 2010 | Turín       | Italia       | |
| 2011 | Amberes     | Bélgica      | |
| 2012 | Braga       | Portugal     | Información |
| 2013 | Maribor     | Eslovenia    | Información |
| 2014 | Salónica    | Grecia       | Información Finalistas: Ivanovo, Heraclión Otros candidatos: Barcelona, Konya, Perm y Trebisonda                                   |
| 2015 | Cluj-Napoca | Rumania      | Información Finalistas: Ivanovo, Vilna, Varna Otros candidatos: Katowice, San Cristóbal de La Laguna, Badajoz, Ganja, Lecce y Perm |
| 2016 | Ganja       | Azerbaiyán   | Otros candidatos: Varna, Vilna, San Cristóbal de La Laguna y Badajoz                                                               |
| 2017 | Varna       | Bulgaria     | Otros candidatos: Cascaes, Galway, Newcastle y Perugia                                                                             |
| 2018 | Cascaes     | Portugal     | Otros candidatos: Kecskemét, Mánchester, Novi Sad y Perugia                                                                        |
| 2019 | Novi Sad    | Serbia       | Otros candidatos: Amiens, Derry/Strabane, Galway, Mánchester y Perugia                                                             |
| 2020 | Amiens      | Francia      | Otros candidatos: Chisináu, Klaipėda, Timișoara y Villach                                                                          |
| 2021 | Klaipėda    | Lituania     | Otros candidatos: Chisináu, Nicosia, Varaždin y Yaroslavl                                                                          |
| 2022 | Tirana      | Albania      | Otros candidatos: Baia Mare, Kazán, Poznań y Varaždin                                                                              |
| 2023 | Lublin      | Polonia      | Otros candidatos: Baia Mare, Kazán, İzmir, Leópolis y Poznań                                                                       |
| 2024 | Gante       | Bélgica      | Otros candidatos: Chisináu, Leópolis y Veszprém                                                                                    |
| 2025 | Leópolis    | Ucrania      | Otros candidatos: Fuenlabrada, Izmir y Tromsø                                                                                      |

## Galería

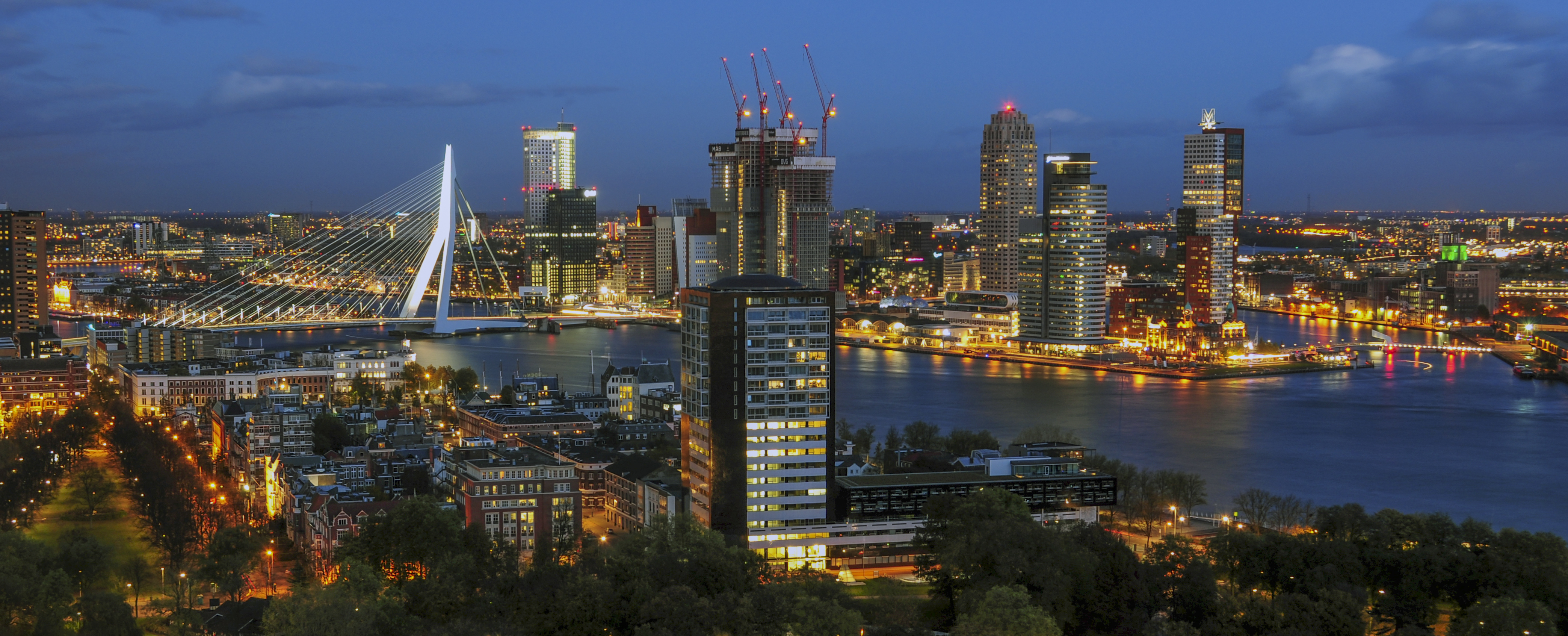
Róterdam (2009)
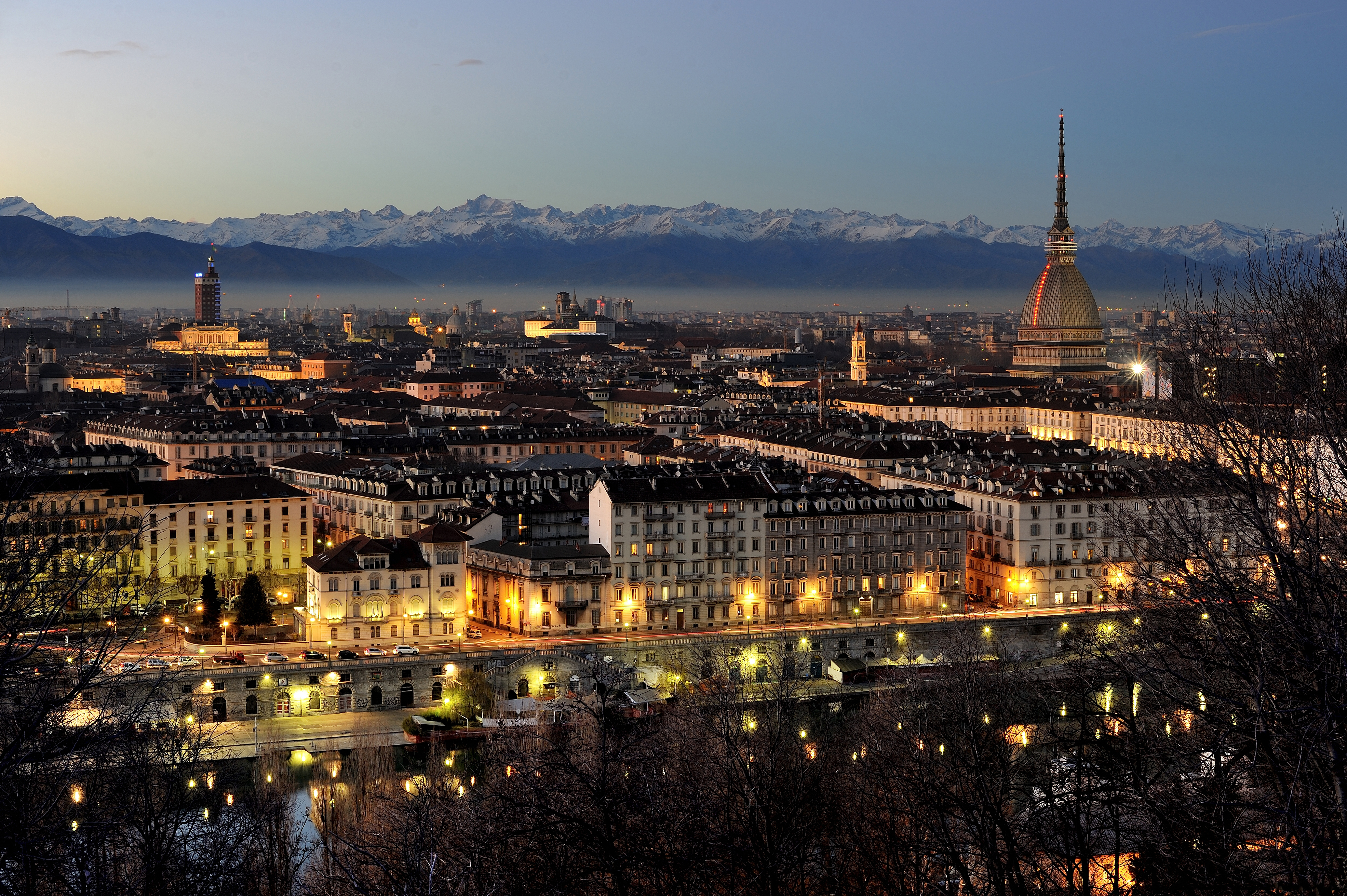
Turín (2010)
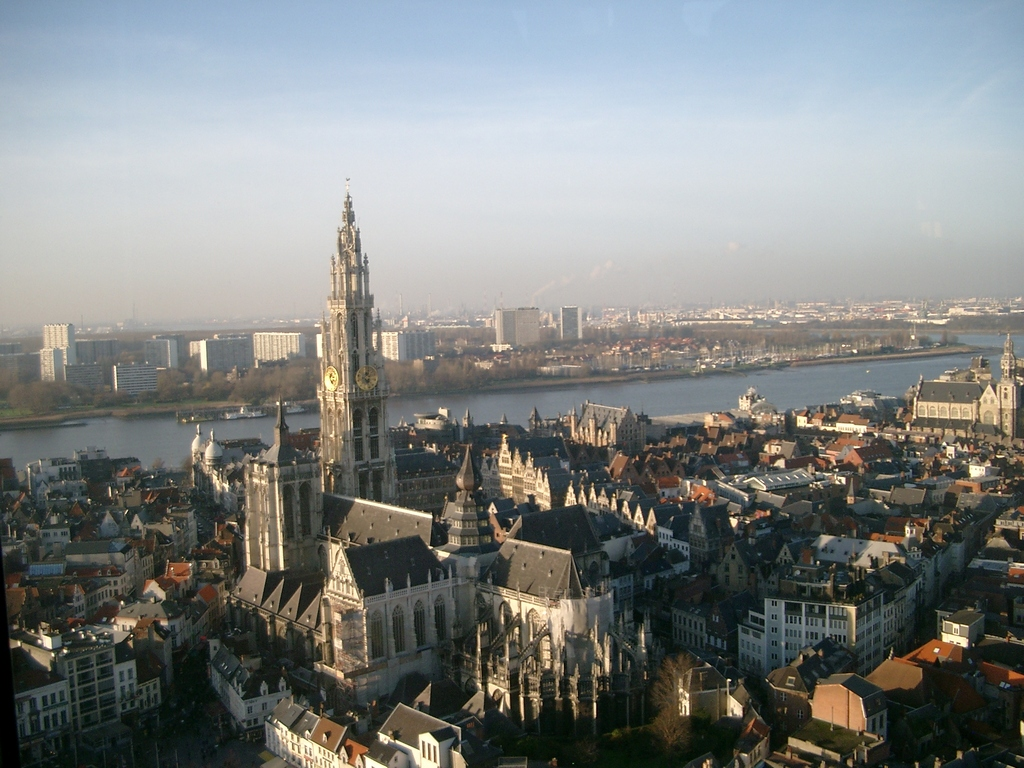
Amberes (2011)
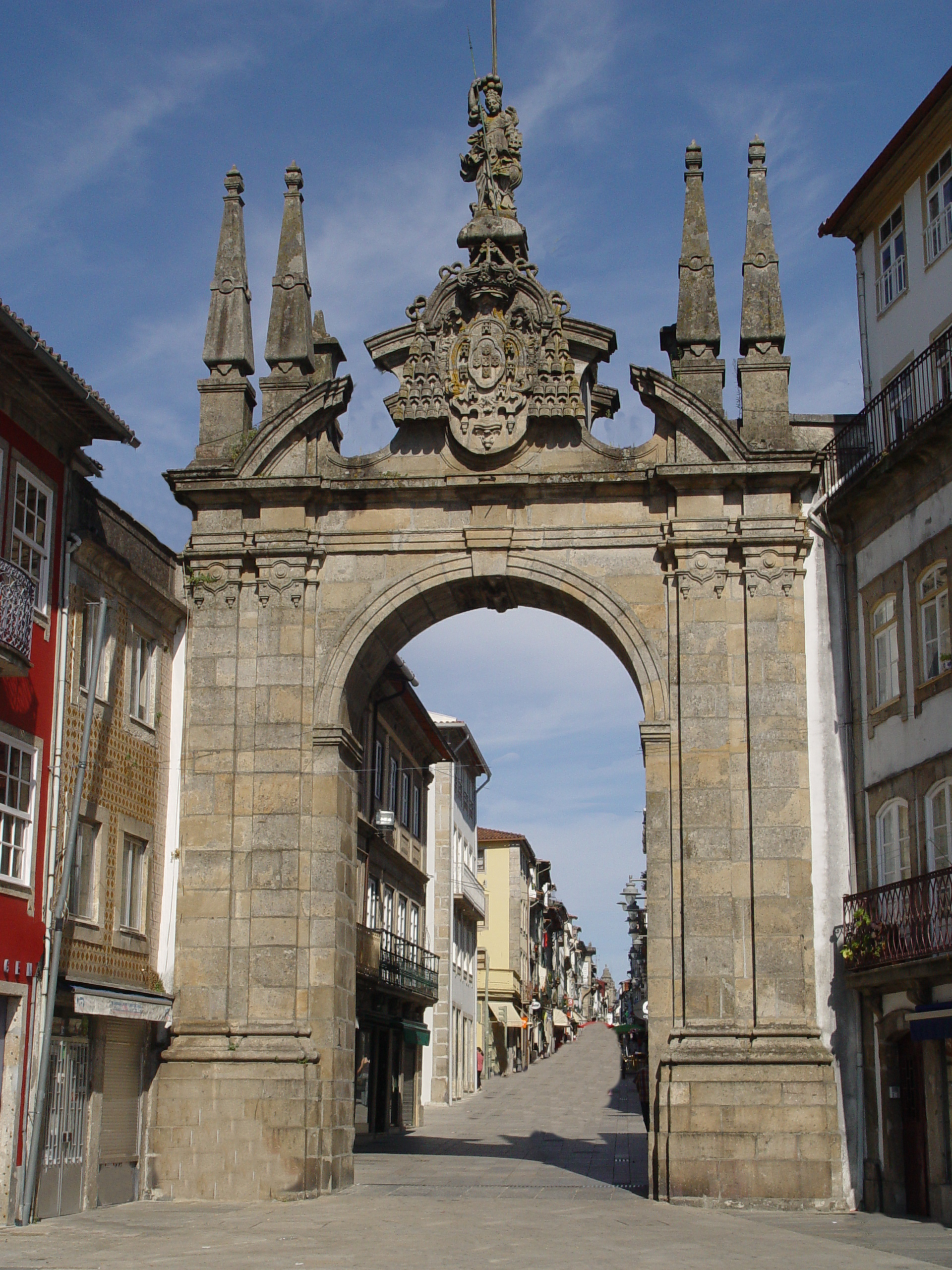
Braga (2012)
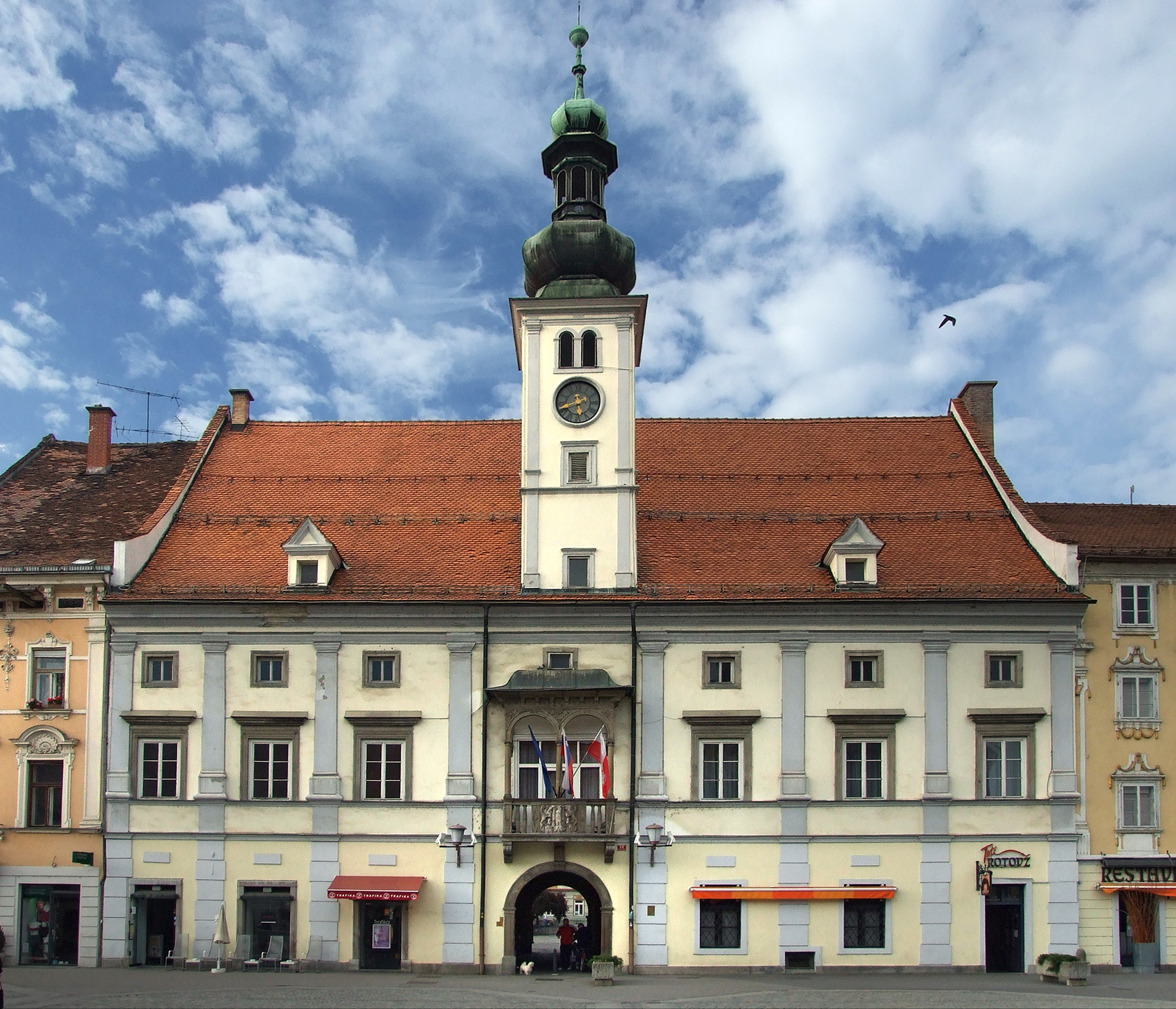
Maribor (2013)
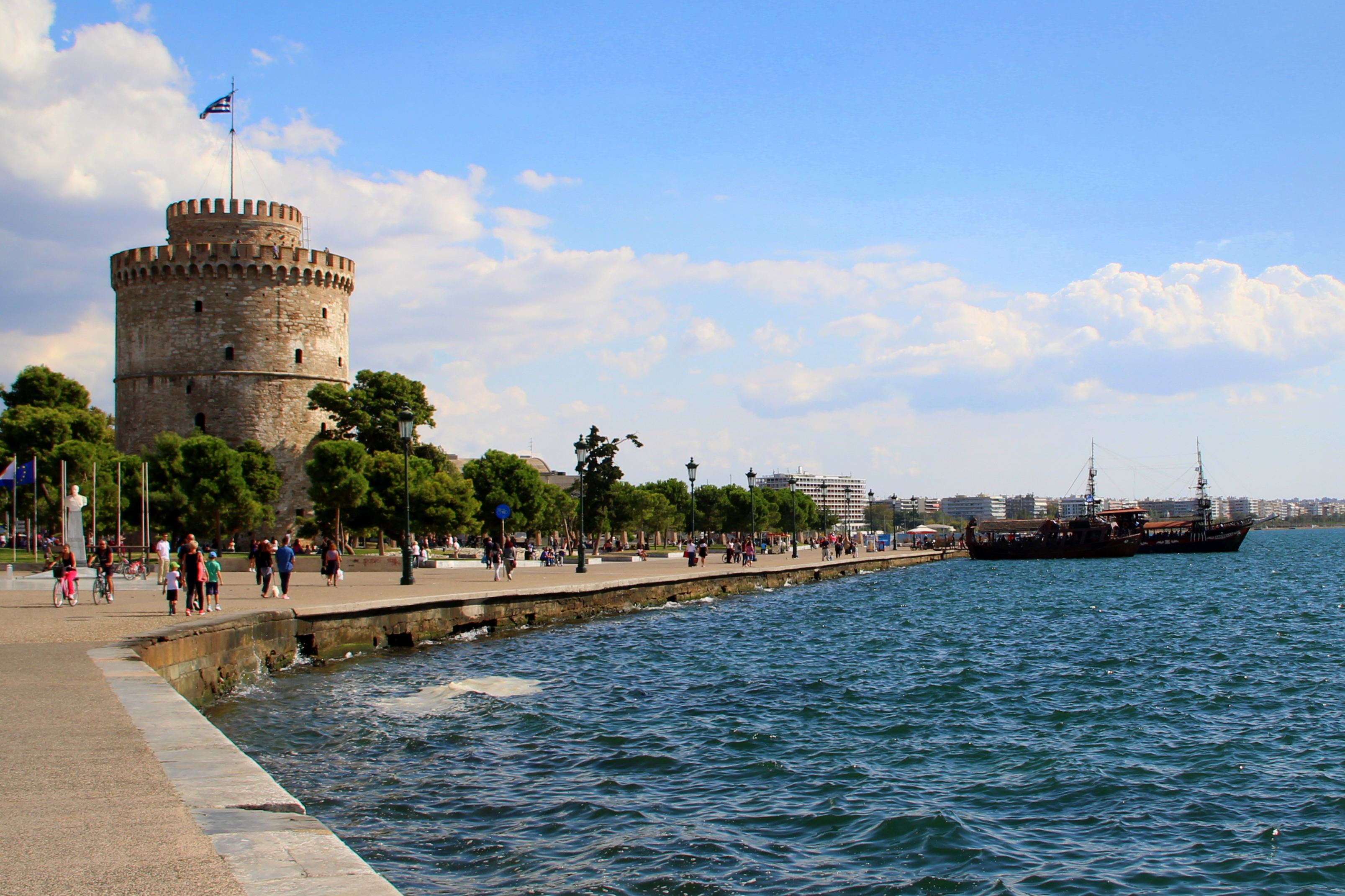
Salónica (2014)
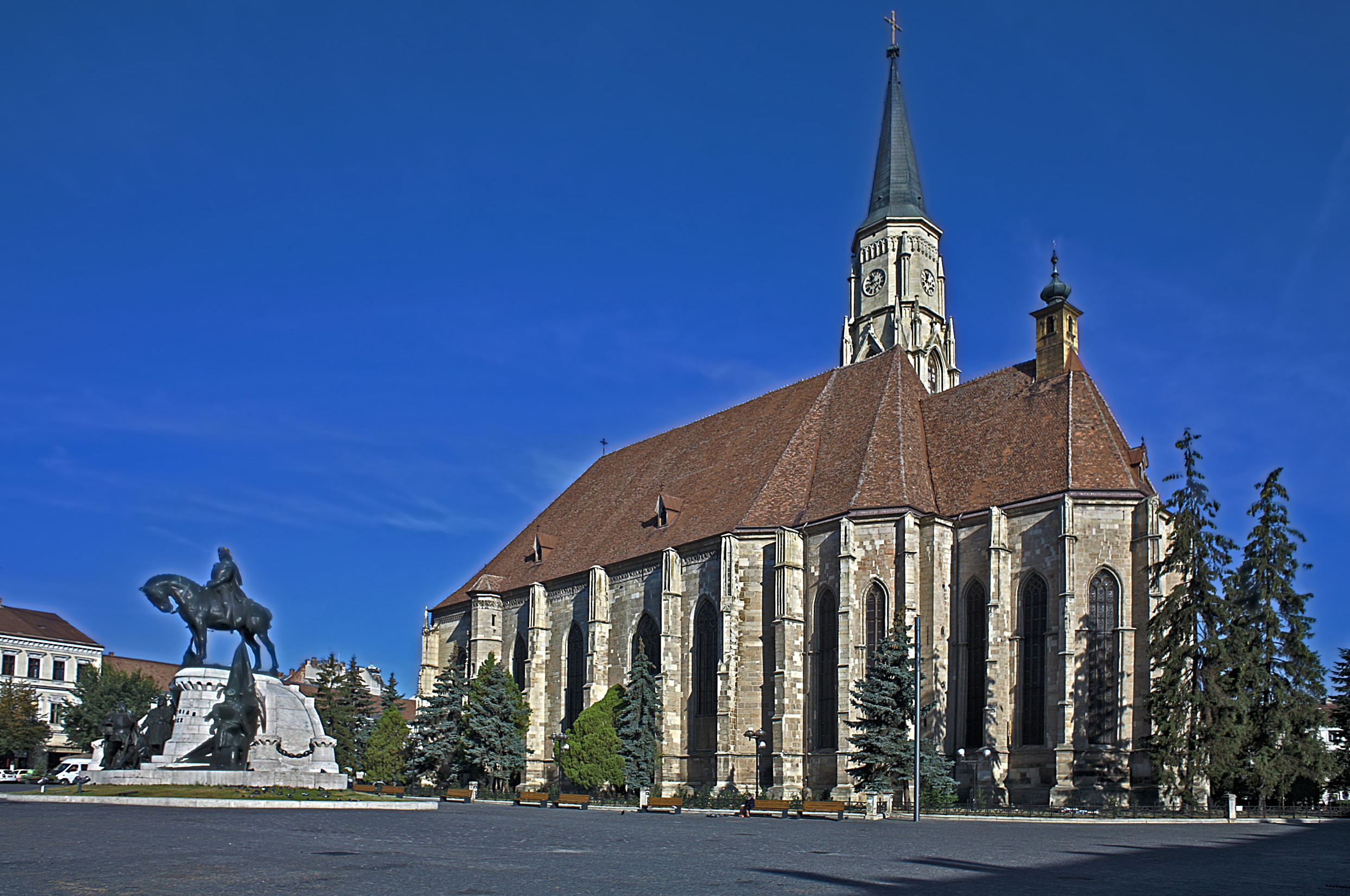
Cluj-Napoca (2015)
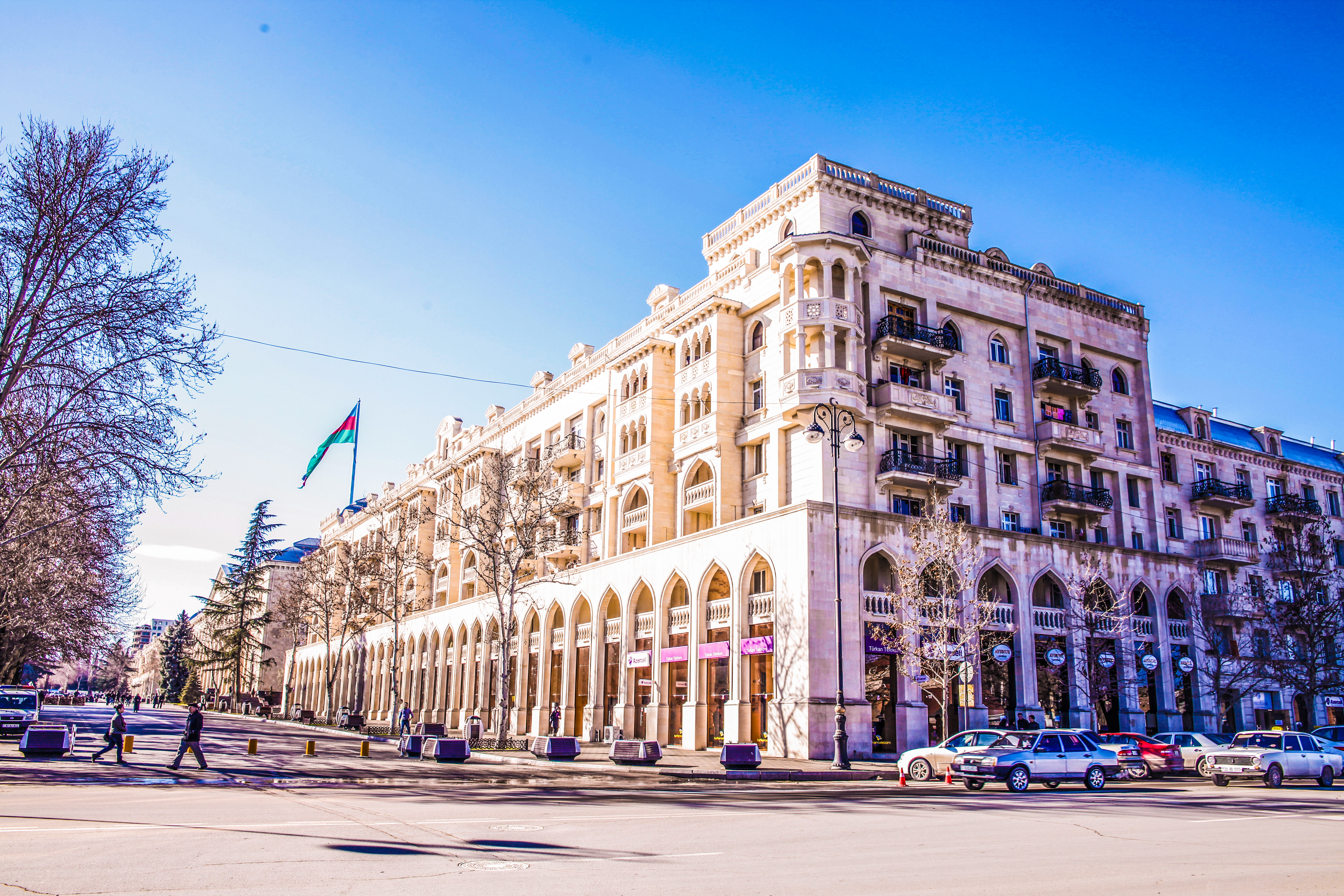
Ganja (2016)
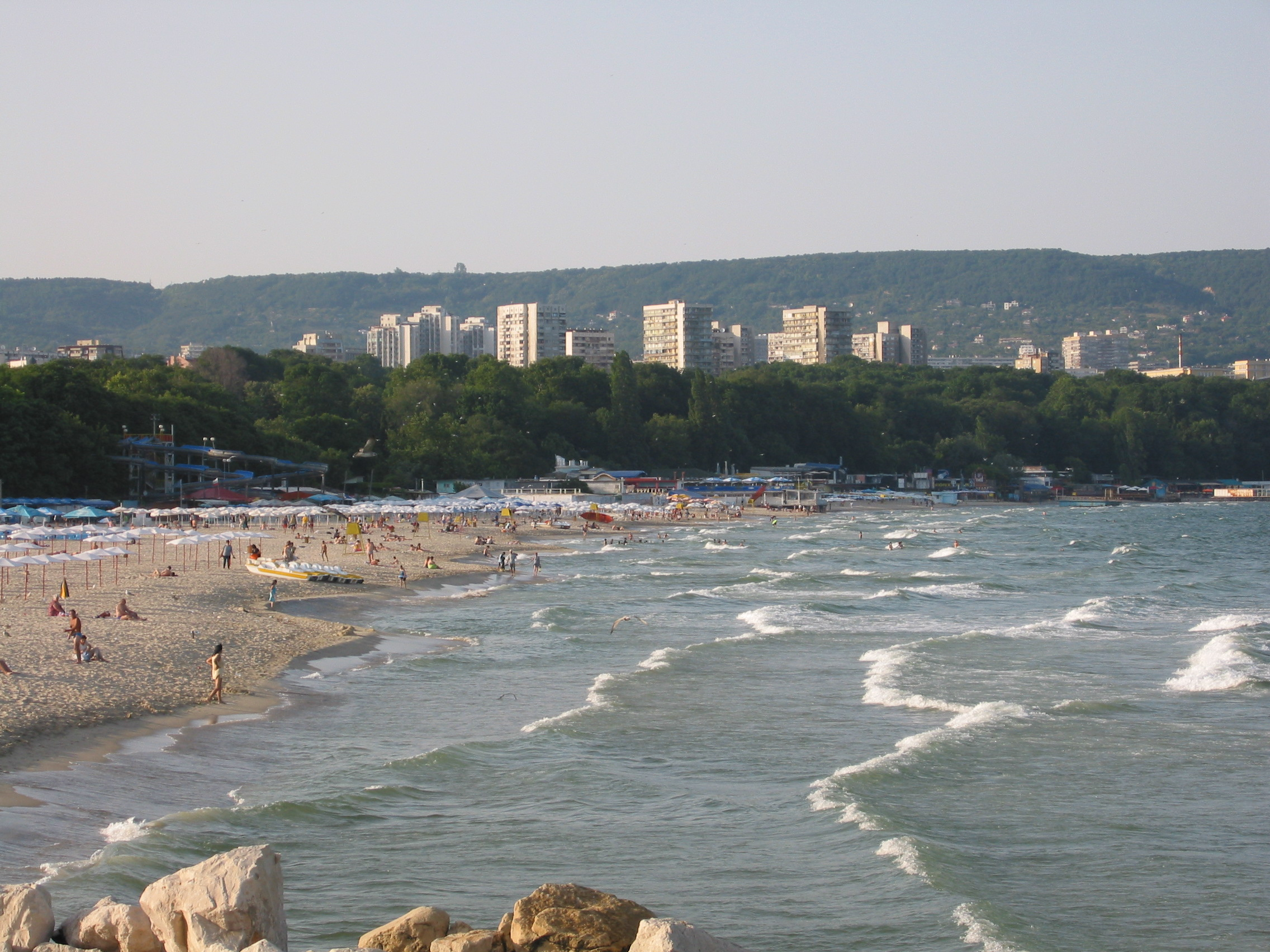
Varna (2017)
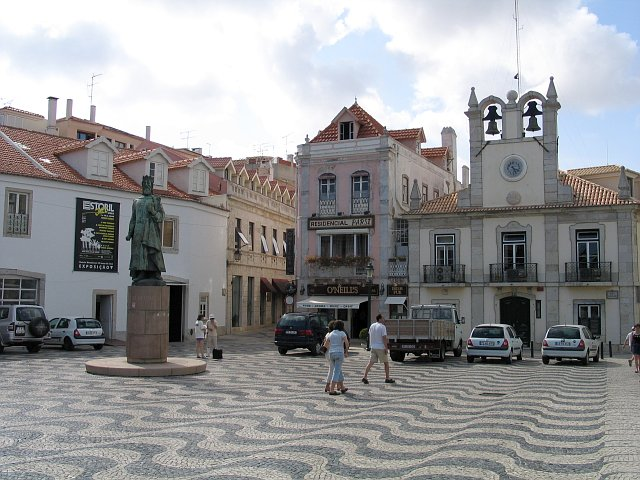
Cascaes (2018)
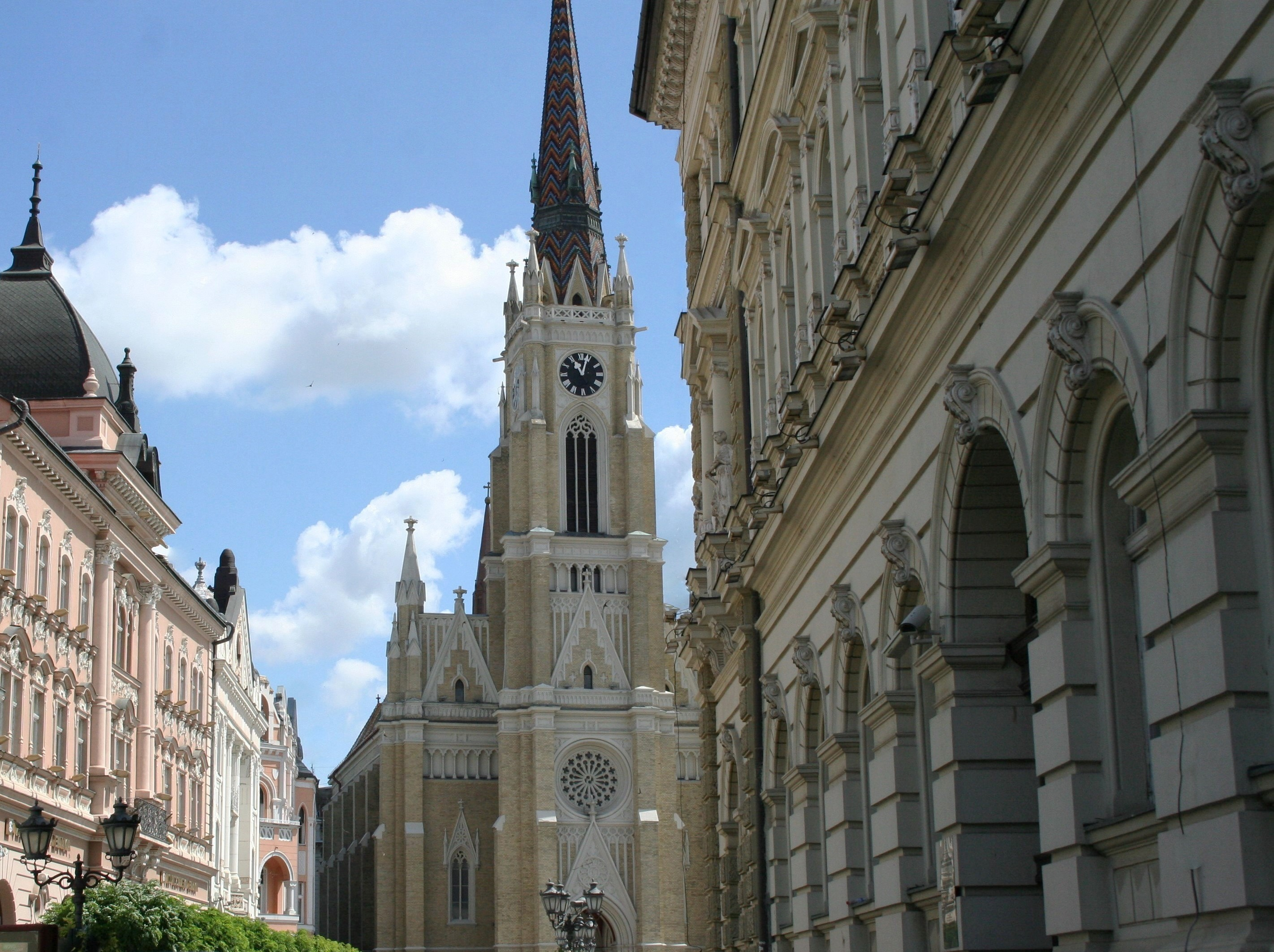
Novi Sad (2019)
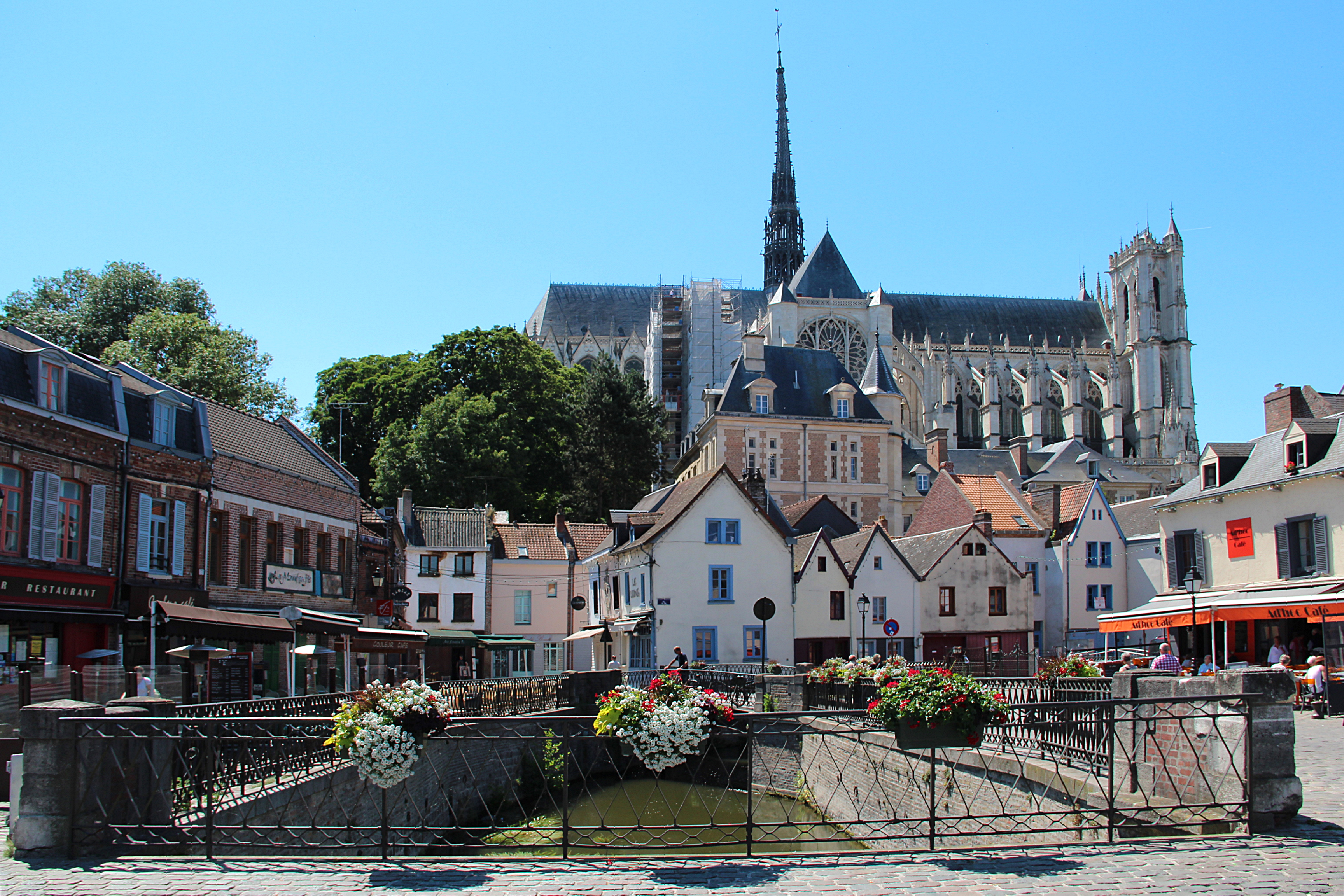
Amiens (2020)
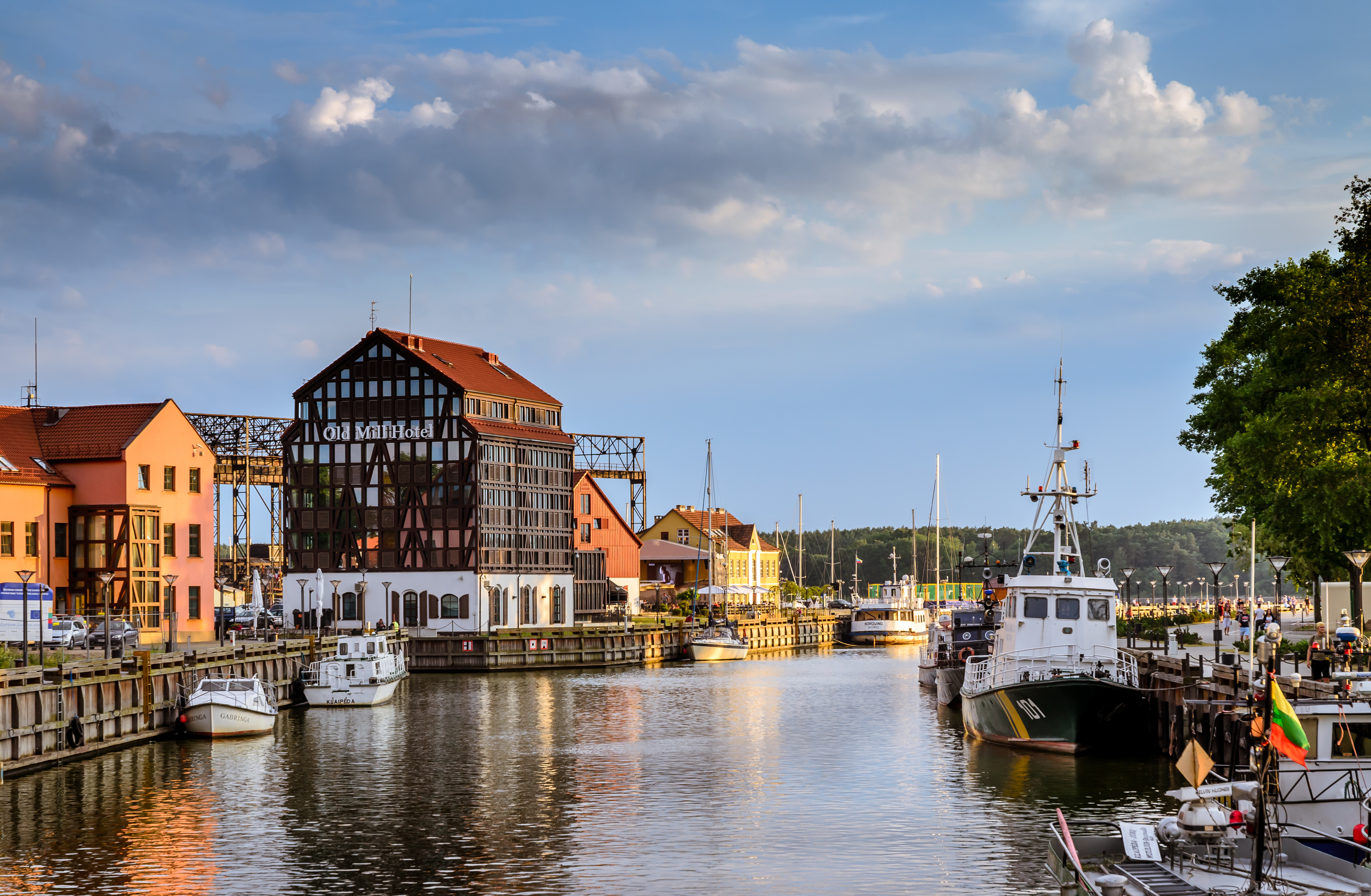
Klaipėda (2021)
Tirana (2022)
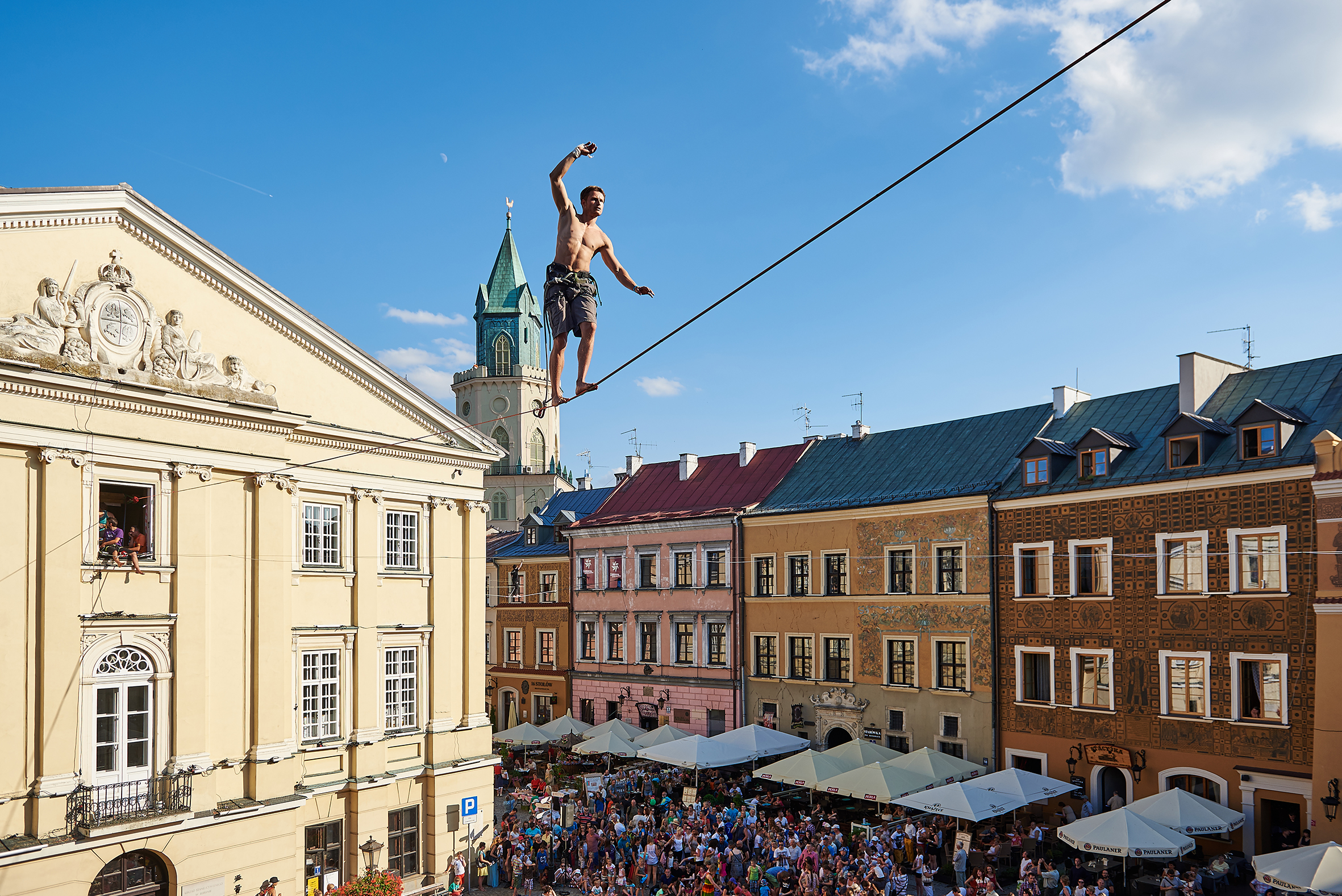
Lublin (2023)